# Želimir Žilnik
Želimir Žilnik (srbsky: Желимир Жилник; * 8. září 1942 Niš) je srbský filmový režisér a scenárista, jedna z klíčových postav jugoslávské černé vlny. Vždy režíroval jen filmy, k nimž si sám napsal scénář. V roce 1969 vyhrál Zlatého medvěda na Berlínském filmovém festivalu, za snímek Rani radovi. Slavistka Lena Kilkka Mannová jeho snímky popsala jako „vzdorné, nestoudné, přehnané, nestydatě ironické, erotické, krvavé, antiromantické, antiidealistické, udavačské, vysoce tabuizované, nízkorozpočtové a vysoce kontroverzní.“ Roland Hsu ze Stanfordovy univerzity napsal, že „pravděpodobně neexistuje jiný filmař, který by prozkoumal dynamiku poválečné evropské politiky, ekonomiky a kultury s větší vytrvalostí a rázností“. Je uznáván jako průkopník v žánru dokudrama nebo „docu-fiction“.

## Život
Žilnik se narodil v roce 1942 v koncentračním táboře Crveni Krst poblíž města Niš na jihu okupovaného Srbska. Oba jeho rodiče byli komunističtí aktivisté, kteří byli popraveni. Jeho otec Konrad byl Slovinec, který byl zajat a zabit Četniky a posmrtně vyznamenán jako národní hrdina. Poté, co byla popravena i jeho matka Milica, byl propuštěn a vychován prarodiči z matčiny strany. V mládí byl redaktorem komunistického časopisu Tribina Mladih. Jako student byl vybrán k účasti na mezinárodním výměnném programu v New Yorku, kde se poprvé setkal s filmy, které se zabývaly společenskou a politickou kritikou. Po návratu do Jugoslávie se stal asistentem režiséra Dušana Makavejeva. Od roku 1967 se podílel na činnosti filmové produkční společnosti Neoplanta, která se stala klíčovou při vzniku černé vlny.
V roce 1969 uvedl svůj celovečerní debut Rani radovi. Film sžíravě kritizoval jugoslávský komunistický režim. Symbolika byla zřejmá: film zobrazoval vraždu mladé ženy jménem Jugosláva jejími soudruhy poté, co jejich revoluční ideály nebyly realizovány. Krom toho široce využíval nahoty, což bylo v tehdejším jugoslávském filmu tabu. Úřady nařídily zastavit výrobu filmu, ale Žilnik dal věc k soudu, kde film úspěšně obhájil. Ten tak šel do kin a byl poslán i na berlínský festival, kde triumfoval. Zákaz jeho třetího filmu Crni Film v roce 1971 ho přivedl na krátkou dobu do exilu v západním Německu. Tam natáčel filmy, které byly kritické vůči gastarbeiterům a věnovaly se citlivým německým společenským tématům. Reakce kritiky i diváků byla negativní a Žilnik byl nucen vrátit se do Jugoslávie.
Po návratu mohl pracovat v divadelní produkci a točit dokumenty. V letech 1977 až 1990 pak natáčel především televizní filmy. Na velké plátno se vrátil roku 1986 postapokalyptickým sci-fi filmem Lijepe ženy prolaze kroz grad, který předpovídal, že nacionalismus nakonec způsobí rozpad Jugoslávie.